# 刘家琦
刘家琦（1909年—？），女，湖北武汉人，中国眼科专家，曾任北京医学院教授，第四、五、六届全国政协委员。